# 루이보스

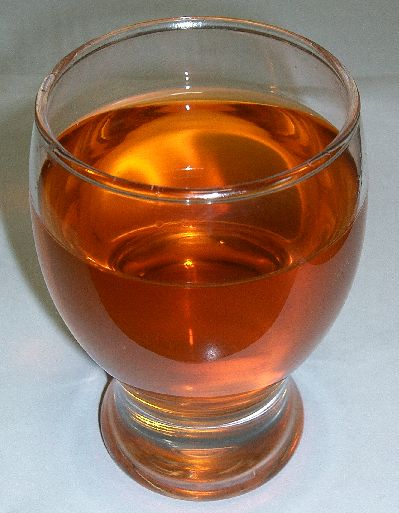
루이보스 차

가는등풀 또는 루이보스(아프리칸스어: Rooibos, 학명: Aspalathus linearis)는 콩과 식물에 속하는 침엽수다. 남아프리카 공화국 케이프타운 북쪽에 있는 웨스턴케이프주 세더버그(Cederberg) 산맥 일대의 450m 이상 고산지대에서 자생한다. "루이보스"란 아프리칸스어로 "붉은"(rooi)+"관목"(bos)이란 뜻이다.
잎을 건조하여 차로 이용한다. 차는 단맛이 나는데, 카페인이 없고 홍차나 녹차에 비해 타닌 농도도 극히 낮으며 항산화 작용이 있다고 여겨진다. 케이프 지방의 원주민 코이산족(Khoisan)은 예로부터 이 루이보스 차의 효능을 알고 있어, 약초로 채집하였다고 한다. 케이프 지방에 이주한 네덜란드인들은 루이보스 차를 홍차 대용품으로 이용했다. 남아프리카 공화국에서는 루이보스에 우유와 설탕을 넣어 밀크티로 해서 마시는 것이 일반적이지만, 세계의 여러 나라에서는 스트레이트로 마시는 경우가 많다. 남아프리카 공화국의 카페에서는 루이보스를 에스프레소나 카페 라테 혹은 카푸치노로 만든 것도 인기가 있다고 한다.
루이보스차는 카페인이 없어 임산부에게 비교적 안전한 허브차로 간주되며, 일부 보고에서는 임신 중 나타나는 말초부종(부기) 완화에 도움을 줄 수 있는 가능성이 제기되었다. 루이보스에 함유된 아스팔라틴(aspalathin)과 퀘르세틴(quercetin) 등의 플라보노이드는 항산화 작용을 통해 염증 반응을 줄이고, 혈관 기능을 개선하는 데 기여할 수 있다. 또한 루이보스는 철분 흡수를 방해하지 않으며, 수분 보충과 순한 이뇨 작용을 통해 체내 수분 정체 완화에 유익한 역할을 할 수 있다.

## 실물 사진
| 전체 모습 |
|           |

|      |
| 꽃잎 |

## 같이 보기
- 허브
- 허브차